# Sołdany (powiat piski)
Sołdany (niem. Soldahnen) – uroczysko, dawna miejscowość w Polsce, położona w województwie warmińsko-mazurskim, w powiecie piskim, w gminie Biała Piska.

## Historia
Wieś powstała w ramach kolonizacji Wielkiej Puszczy. Wcześniej był to obszar Galindii. Wieś ziemiańska, dobra służebne w posiadaniu drobnego rycerstwa (tak zwani wolni, ziemianie w języku staropolskim), z obowiązkiem służby rycerskiej (zbrojnej). W XV i XVI w. wieś wymieniana w dokumentach pod nazwami: Soldaen, Soldan, Scholdanes.    
Osada prawdopodobnie powstała przed wojną trzynastoletnią (1454–1466) tuż przy samej granicy z Mazowszem (między Kosakami, Jakubami i  Brzózkami Wielkimi). Wieś wzmiankowana już w 1471  r., lokowana  w 1478 r. przez komtura Zygfryda Flacha von Schwartzburga, na 13 łanach na prawie magdeburskim, z obowiązkiem jednej służby zbrojnej.  Przywilej otrzymał Jan Sołdan.
W 1939 r. we wsi mieszkały 92 osoby.

## Obecnie
Na niemieckiej mapie z 1928 roku osada o gęstej zabudowie z około 6 gospodarstwami. Obecnie miejscowość nie istnieje, w tym miejscu są pola uprawne i zadrzewienia. Na zdjęciach satelitarnych zadrzewienia odpowiadają miejscu zabudowań, widoczne ślady granic posesji. 